# Lovin' you (相川七瀬の曲)
『Lovin' you』（ラヴィン・ユー）は相川七瀬11枚目のシングル。1998年11月6日発売。

## 解説
相川のシングルで初のバラード曲。オリジナル・アルバム未収録。20万枚近くの売上を記録。

## 収録曲
作曲・編曲：織田哲郎
1. Lovin' you
  - 作詞：相川七瀬

日立マクセル「マクセルMD」CMソング。
シングル表題曲で初の相川単独作詞。
2. ○○○○? （ライブ・バージョン）
  - 作詞：織田哲郎

3tdアルバム『crimson』収録曲ライブバージョン。
3. Lovin' you （オリジナル・カラオケ）

## 収録アルバム
Lovin' you
- ID
- NANASE AIKAWA BEST ALBUM "ROCK or DIE"